# Opadły liście z drzew
Opadły liście z drzew – polski film wojenny z 1975 roku w reżyserii Stanisława Różewicza, na podstawie cyklu opowiadań jego brata Tadeusza. Zrealizowany w Zespole Filmowym „Tor” utwór czyni przedmiotem swobodnej adaptacji sześć opowiadań Tadeusza Różewicza – Truciznę, Pragnienie, Opadły liście z drzew, Synów, Morze, Nową szkołę filozoficzną – scalone w jedną całość. Film Opadły liście z drzew został nagrodzony na Festiwalu Polskich Filmów Fabularnych w dwóch kategoriach: za reżyserię (Srebrne Lwy dla Stanisława Różewicza) oraz za zdjęcia (nagroda dla operatora Jerzego Wójcika).

## Fabuła
Akcja filmu rozpoczyna się w 1947 roku. Dwudziestoletni Henryk jedzie pociągiem nad morze. W trakcie podróży przypomina sobie traumatycznie przeżyty ostatni rok II wojny światowej. W jego wspomnieniach, ukazanych za pomocą licznych retrospekcji, ożywają dom, matka, siostra Zosia, a także warsztat mechaniczny, w którym terminował do momentu, gdy jego majster został aresztowany przez Gestapo. Henryk przypomina sobie, jak zdobył truciznę dla kolegi przygotowującego się na potencjalnie śmiertelną misję, a także jak został upokorzony przez niemieckich żandarmów, co skłoniło go do udziału w partyzantce.
Henryk przeżywa na nowo również sam okres uczestnictwa w akcjach leśnego oddziału partyzanckiego. W retrospekcji pojawia się moment, gdy w deszczowy wieczór towarzysze broni spekulują na temat przyszłości powojennej. Stary sierżant „Piorun” opowiada o morzu, którego nie widział żaden z partyzantów. Wkrótce potem jednak, podczas udziału w zasadzce na niemiecką ciężarówkę, „Piorun” zginął w walce. Henryk podczas tej akcji zdobył broń i przeszedł chrzest bojowy. Uczestniczył niebawem w wykonaniu wyroku na kolaborancie, który trafiony w brzuch, umierał w agonii. Henryk przypomina sobie również łączniczkę „Czajkę”, jego pierwszą miłość, oraz moment dostarczenia mu wiadomości o aresztowaniu jego siostry, która miała przewieźć ulotki kompromitujące okupantów.
We wspomnieniach Henryka wraca również próba ucieczki przed niemieckim oddziałem, który okrążył partyzantów. Podczas morderczego marszu oddział został ostrzelany przez Niemców, a w walce zginął dowódca i najbliższy kolega Henryka, „Maks”. Później, gdy Henryk dotarł do domu „Maksa”, wręczył jego małemu synkowi pamiątkę po poległym – zegarek. Ostatecznie Henryk ocalał po ofensywie radzieckiej, która odparła Niemców. Wstąpił na uniwersytet i został przyjęty na seminarium.
Pociąg, którym jedzie Henryk, dociera nad morze. Młodzieniec pomny słów „Pioruna” zmierza w kierunku plaży, dotyka piasku i udaje się na spacer wzdłuż linii brzegowej.

## Obsada
- Mieczysław Hryniewicz – Henryk
- Arkadiusz Bazak – Wir, komendant oddziału
- Tadeusz Białoszczyński – Profesor
- Bohdan Ejmont – Maks
- Maria Klejdysz – Matka Henryka
- Tadeusz Kondrat – Świadek Jehowy
- Maria Kowalik-Kalinowska – Czajka
- Janusz Paluszkiewicz – Piorun
- Andrzej Seweryn – Smukły
- Bogdan Baer – Świadek Jehowy
- Jerzy Block – Chłop, sąsiad Jamorskiego
- Elżbieta Borkowska-Szukszta – Przyjaciółka konfidenta
- Piotr Cieślak – Wysoki
- Mariusz Gorczyński – Szczupak
- Jerzy Jogałła – Zbyszek, drukarz
- Eugeniusz Kamiński – Grot
- Zbigniew Koczanowicz – Niemiec wzięty do niewoli przez partyzantów
- Krzysztof Majchrzak – Nożyk, członek oddziału
- Ludwik Pak – Franc
- Barbara Wałkówna – Praczka
- Tomasz Zaliwski – Przewodnik partyzantów / Lektor z radia (głos)
- Andrzej Żarnecki – Tajniak aresztujący majstra
- Władysław Dewoyno –Kinooperator
- Zygmunt Maciejewski – Partyzant
- Sylwester Przedwojewski – Wentura
- Marian Rułka – Mały, kucharz
- Marcin Sławiński – Rosjanin
- Tadeusz Cygler – majster

## Produkcja
Film Opadły liście z drzew został wyprodukowany przez Zespół Filmowy „Tor”. Reżyserem filmu był Stanisław Różewicz, który napisał również scenariusz na podstawie opowiadań swojego brata Tadeusza. Zdjęcia do filmu zrealizował doświadczony operator Jerzy Wójcik, natomiast scenografię opracował Tadeusz Wybult. Kostiumy zaprojektowała Jadwiga Rutkiewicz, a film zmontowała Urszula Śliwińska. Film kręcono w Radomiu oraz w okolicach Warszawy, a ostatnia scena filmu została zrealizowana nad Morzem Bałtyckim. Premiera filmu odbyła się 17 listopada 1975 roku.

## Odbiór
Anonimowa recenzentka w „Przekroju” oceniała film następująco; „Kameralny, skromny film Różewicza posiada szlachetny ton; to jeden z tych szczerych, wzruszających obrazów o wojnie, w które się wierzy, w których odnaleźć można odbicie własnych niepokojów i dramatów” . Czesław Dondziłło, pisząc o filmie Różewicza na łamach „Filmu”, doceniał reżysera za akt odwagi, „aby mówiąc o wojnie i walce za najważniejszą uznać analizę psychologicznych momentów ludzkiego działania [...], a nie np. konflikt racji politycznych, czy dialektykę procesu historycznego”. Pierwszym reżyserem, jaki narzucił się Dondzille przy porównaniu z filmem Różewicza, był Tadeusz Konwicki. Jerzy Niecikowski, pisząc na łamach tego samego czasopisma, był znacznie bardziej sceptyczny wobec filmu, określając styl reżysera jako „monologowanie wobec głuchej publiczności”. Jednakże Niecikowski przyznał, że obraz pt. Opadły liście z drzew był pierwszym filmem Różewicza, który go przekonał do twórczości tego reżysera. Konrad Eberhardt pisał, że podczas seansu „jesteśmy świadkami przedzierania się […] chłopca przez gąszcz rzeczywistości nieprzyjaznej, zimnej, niezachęcającej do wewnętrznego otwarcia się na świat”.
Po latach Piotr Śmiałowski pisał o filmie Różewicza jako o „subtelnej opowieści o okupacyjnych losach młodego mężczyzny, który dojrzewa w partyzantce, przeżywa tam swoją pierwszą miłość. Wojna zabrała mu wielu bliskich, z którymi snuł plany na przyszłość. Został praktycznie sam. Obrazy tragedii tkwią w nim głęboko, ale są jedynie elementem zamkniętej dla niego przeszłości, która nie zdominuje jego psychiki, lecz jedynie ją ukształtuje”.
Monika Maszewska-Łupiniak w analizie Opadłych liści z drzew podkreślała subiektywizm filmowego świata przedstawionego, który sprawia, że filmowa wojna nie sprowadza się wyłącznie do batalistycznej martyrologii, ani do cierpień niewinnych ludzi. Zdaniem Maszewskiej-Łupiniak filmowa rzeczywistość jest szara w swej codzienności, co nadaje dziełu Różewicza znamion autentyzmu:
W filmie przeszłość wojenna powraca poprzez obrazy wspomnień jednego człowieka. I jak widzimy, ukazana wojna to sprawa nie tylko śmierci i umierania, a rytuał wspominania nie ma ani wymiaru groteskowego, ani tragicznego, nie ma tu też heroizacji, uwznioślania, krystalizowania się wspomnień w formę wojennego mitu. To przede wszystkim ciąg wydarzeń-drobin, w których wojna to szara codzienność, monotonia, nędza, upodlenie; zwykła okupacyjna rzeczywistość to praca, pierwsze kontakty z kobietami, potajemna nauka, konspiracja, handel, czytanie listów; leśna partyzantka to akcje, smutne dni w szarugach deszczu, nędzne jedzenie, pierwsza miłość, żarty z kolegami. Ale w przeciwieństwie do opowiadań Tadeusza Różewicza, w filmie Opadły liście z drzew nie ma żadnej destrukcji, moralnego upadku, podkreślania somatycznej strony ludzkiej egzystencji, blizn po wojnie, porażenia śmiercią i złem. Obserwacja, chłodny dystans ustępuje miejsca wrażliwości na szczegół.

## Nagrody
| Rok  | Festiwal                             | Nagroda                                            | Odbiorca           |
| ---- | ------------------------------------ | -------------------------------------------------- | ------------------ |
| 1975 | Festiwal Polskich Filmów Fabularnych | Srebrne Lwy Gdańskie                               | Stanisław Różewicz |
| 1975 | Festiwal Polskich Filmów Fabularnych | Nagroda za zdjęcia                                 | Jerzy Wójcik       |
| 1976 | Lubuskie Lato Filmowe                | Nagroda Związku Socjalistycznej Młodzieży Polskiej | Stanisław Różewicz |